# Liste der Straßen und Plätze in Flensburg/T
| Name                                               | Hintergrund | Koordinate                                        | Schild |
| -------------------------------------------------- | --- | ------------------------------------------------- | ------ |
| Taerbekweg Tarbekvej                               | Vgl. Taerbek | Lage, Tarup (PLZ 24943)                           |        |
| Tanneneck Granhjørnet                              | Nach der Pflanzengattung der Tannen. | Lage, Tarup (PLZ 24943)                           |        |
| Tannenweg Granvej                                  | Vgl. Tannen; Die benachbarten Straßen wurden ähnlich benannt. | Lage, Mürwik (PLZ 24944)                          |        |
| Taruper Hauptstraße Tarup Hovedgade                | Die Taruper Hauptstraße kommt von Tarup und endet bei der Ringstraße in Adelby. Vor der Eingemeindung Tarups hieß die Straße nur kurz Hauptstraße. | Lage, Tarup (PLZ 24943)                           |        |
| Taruper Weg Tarupvej                               | Weg vom Stadtteil Engelsby nach Tarup | Lage, Engelsby/Tarup (PLZ 24943)                  |        |
| Tastruper Weg Tastrupvej                           | Weg von Jarplund Richtung Kleintastrup der Gemeinde Tastrup. | Lage, Tarup (PLZ 24943)                           |        |
| Taubenstraße Duegade                               | Benannt nach der Vogelart der Tauben. Die angrenzenden Straßen sind ebenfalls nach Vogelarten benannt. | Lage, Nordstadt (PLZ 24939)                       |        |
| Tegelbarg Teglbjerg                                | Der Name Tegelbarg (plattdeutsch: Ziegelberg) ist in Schleswig-Holstein mehrfach belegt. Bei der besagten Straße, westlich vom ehemaligen Mühlenteich, befand sich über Jahrhunderte die Nicolai-Ziegelei. | Lage, Südstadt (PLZ 24941)                        |        |
| Teichgraeberweg Teichgräbervej                     | Benannt nach dem Kaufmann und Stadtrat Theodor Teichgraeber (1855–1939). Teichgraeber war unter anderem auch in verschiedenen Flensburger Vereinen aktiv. | Lage, Nordstadt (PLZ 24939)                       |        |
| Teichstraße Damgade                                | Nach dem ehemaligen Mühlenteich benannt. | Lage, Sandberg (PLZ 24937)                        |        |
| * Tempelhof                                        | Der Tempelhof liegt in der Flensburger Nordstadt, östlich, in zweiter Reihe der Apenrader Straße und beginnt zwischen der Apenrader Straße 78 und 132. Zum umliegenden Quartier Tempelhof gehören die Hausnummern Apenrader Straße 80 bis 130. Die Wohnhäuser entstanden in den 1920er-Jahren. Nummer 106 bis 122 entstanden 1921/1922 nach Entwürfen von Paul Ziegler und Theodor Rieve. Die restlichen Gebäude wurden 1927/1928 hinzugefügt. Seitdem besteht das Quartier aus acht Häuserblöcken, die zwei bis drei Geschosse besitzen. Als Dachform für die Gebäude hatte man Walmdächer gewählt, die zum Teil sehr flach ausfallen. Zwischen den Gebäuden befinden sich drei unterschiedlich große Grünbereiche. Die Straßenführung hat leichte Ähnlichkeit mit der des Parkhofes in Mürwik. Mit dem Bau der eher schlichten Anlage entgegnete man damals der Wohnungsnot, die nach dem Ersten Weltkrieg entstanden war. Der Name Tempelhof ist ein verbreiteter, aber inoffizieller Name. Es gibt zwar die Vermutung, dass Flensburgs Tempelhof aufgrund seiner Hinterhof-Lage und seines verschachtelten Grundrisses im Volksmund nach dem gleichnamigen Berliner Verwaltungsbezirk Tempelhof benannt wurde, doch allgemein wird eher davon ausgegangen, dass der Name von den „tempeldachähnlichen“ Dreiecksgiebeln über den Eingangstüren kommt. Die Wohnanlage gehört heute dem Selbsthilfe-Bauverein, der in der Apenrader Straße 132 ein Stadtteilbüro hat. Zwischen 2014 und 2017 soll das Quartier Tempelhof mit einem Aufwand von drei Millionen Euro saniert werden. | Lage, Nordstadt                                   |        |
| Terrassenstraße Terassegade                        | Benannt nach der dortigen Gestalt des Geländes. Vgl. Terrasse (Geländeform) | Lage, Nordstadt (PLZ 24939)                       |        |
| * Theaterplatz                                     | Der Platz im Stadtteil Friesischer Berg, am Rande der Flensburger Innenstadt, wurde offiziell nach dem Theaterschauspieler Fritz Wempner benannt. Siehe dort | Lage, Friesischer Berg                            |        |
| Theodor-Petersen-Weg                               | Ehemaliger Gemeindevorsteher von Twedt, der 1909 für Twedt den Vertrag zur Eingemeindung unterschrieb. | Lage, Engelsby (PLZ 24943)                        |        |
| Theodor-Storm-Straße Theodor Storms Gade           | Benannt nach Theodor Storm. | Lage, Friesischer Berg (PLZ 24937)                |        |
| Thielshof Thiels Gård                              | Nach dem Besitzer einer Ziegelei bei Meierwik. Vgl. auch: Waldeshöh | Lage, Mürwik (PLZ 24944)                          |        |
| * Thingplatz                                       | Siehe Thingplatz (Flensburg) | Lage, Flensburger Innenstadt                      |        |
| Thomas-Fincke-Straße                               | Nach dem Mathematiker Thomas Finck benannt. | Lage, Sandberg (PLZ 24943)                        |        |
| Thomas-Lorck-Weg Thomas Lorcks Vej                 | Benannt nach dem Kaufmann und Hospital-Vorsteher Thomas Lorenzen Lorck (* 1676; † 1733). | Lage, Friesischer Berg (PLZ 24941)                |        |
| Thomas-Mann-Straße Thomas Manns Gade               | Benannt nach Thomas Mann. | Lage, Friesischer Berg (PLZ 24937)                |        |
| Tiesholz Tiisholt                                  | Vgl. Weinberg (Flensburg) und Eddeboe | Lage, Südstadt (PLZ 24941)                        |        |
| Tilsiter Straße Tilsitvej                          | Nach der Stadt Tilsit benannt. Die langlebige, traditionelle Schülerzeitung des naheliegenden Fördegymnasiums wurde über Jahrzehnte unter dem Titel Tilsiter Käse verbreitet. | Lage, Mürwik (PLZ 24944)                          |        |
| Timm-Kröger-Weg Timm Krögers Vej                   | Benannt nach Timm Kröger. | Lage, Westliche Höhe (PLZ 24939)                  |        |
| * Tirpitzstraße                                    | Die Straße, die am Stützpunkt Flensburg-Mürwik beginnt, wo sich auch die Tirpitz-Kaserne befindet (vgl. Sonwik), wurde am 9. Januar 1914 nach Alfred von Tirpitz benannt und kurz nach dem Zweiten Weltkrieg, im Jahre 1947, in Osterallee umbenannt. An einigen Häusern befinden sich heute Straßenschilder mit dem alten, historischen Name Tirpitzstraße, ansonsten ist die Straße als Osterallee ausgeschildert. Siehe dort. — In der Tirpitzstraße 109 befand sich 1937 das Elternhaus von Dieter Thomas Heck. Einige Wochen nach seiner Geburt zogen seine Eltern aber mit ihm nach Hamburg um. | Lage, Mürwik                                      |        |
| * Tomatenberg                                      | Die Straße Am Lautrupsbach (siehe dort) wird im Volksmund auch Tomatenberg genannt. Nach dem Zweiten Weltkrieg sollen in dem dortigen Gebiet Tomaten angebaut worden sein. Damals legten Kleingärtner im Volkspark kleine Gärten an, um den Mangel an Lebensmitteln zu mildern. Dort am Lautrupsbach befand sich damals bis ins Jahr 1963 das Flensburger Klärwerk. Der getrocknete Klärschlamm, der unverdaute Tomatenkerne enthalten haben soll, wurde wohl kostenlos an die Kleingärtner abgegeben. Der Name Tomatenberg stellt wohl insbesondere auch ein Synonym für den südlichen Bereich des Stadtbezirks Blasberg dar. Die Straße Am Lautrupbach liegt somit eigentlich „am Tomatenberg“. | Lage, Fruerlund                                   |        |
| Tondernweg Tøndervej                               | Benannt nach der heute dänischen Stadt Tønder (deutsch: Tondern). | Lage, Nordstadt (PLZ 24939)                       |        |
| Toosbüystraße Toosbüygade/Toosbygade               | Benannt nach Wilhelm Toosbüy (1831–1898), dem Bürgermeister und Oberbürgermeister Flensburgs von 1868 bis 1898. | Lage, Flensburger Innenstadt/Neustadt (PLZ 24939) |        |
| * Töpferstraße (auch: Potterstraße) Pottemagergade | Ehemalige kleine Straße beim Franziskanerkloster Flensburg, an deren Ende früher die Potterporte stand (vgl. auch: Flensburger Stadtbefestigung). In der Straße hatten früher Flensburger Töpfer ihre Werkstätten. Der Straßenbereich wurde vollständig im 20. Jahrhundert abgerissen und zum Großteil mit den modernen Anbauten des Klosters überbaut. Einige Straßenkarten verzeichnen die Straße noch, jedoch an einer etwas falschen Stelle. Sie ordnen ein Teilstück des Klosterganges der Töpferstraße zu. Die Töpferstraße begann in Wahrheit ungefähr beim Platz der Gärtner und endete ungefähr bei der Bahnhofstraße. | Lage, Flensburger Innenstadt                      |        |
| Torpedostraße Torpedogade                          | Führt zur Torpedostation die um 1901/1902 angelegt wurde. Am südlichen Anfang der Torpedostraße stand damals ursprünglich das Torhaus der Torpedostation. | Lage, Mürwik (PLZ 24944)                          |        |
| Tötensgang                                         | Benannt offenbar nach Heinrich Johann Christian Tödten (1825–1913), der als Maurermeister, Baumeister und Stadtverordneter in Flensburg wirkte. Tödten schuf beispielsweise die unweit gelegene Villa Hafendamm 47 (Lage), in ihrer heutigen Gestalt, bei der er ein zuvor bestandenes Gebäude stark umbaute. Ein weiteres Bauwerk, das von ihm stammen soll ist, das Europa-Haus. | Lage, Jürgensby (PLZ 24937)                       |        |
| Travestraße Travegade                              | Nach dem Fluss Trave benannt. 1957 erhielt die Travestraße offiziell ihren Namen. | Lage, Fruerlund (PLZ 24943)                       |        |
| Treeneweg Trenevej                                 | Benannt nach dem Fluss Treene | Lage, Fruerlund (PLZ 24943)                       |        |
| Treiberpfad                                        | Die abzweigenden Straßen westlich und südlich der Ebenezer-Howard-Allee wurden gemäß der Benennung mit dem Weiden oder Treiben von Vieh in Zusammenhang gebracht. | Lage, Weiche (PLZ 24941)                          |        |
| Tremmerupweg Tremmerupvej                          | Die Straße führt zur Waldsiedlung Tremmerup, wo sich der Tremmeruper Wald befindet. | Lage, Mürwik (PLZ 24944)                          |        |
| Trögelsbyer Weg Trøgelsbyvej                       | Weg nach Trögelsby. Der Trögelsbyer Weg wird durch den Feldweg Trögelsbyhof fortgesetzt. Auf den verbreiteten Stadtkarten des Graphischen Institutes Eckmann ist dieser Feldweg Trögelsbyhof ebenfalls als Trögelsbyer Weg eingezeichnet. Gemäß der Beschilderung ist dies jedoch nicht richtig. | Lage, Jürgensby/Engelsby (PLZ 24943)              |        |
| Trögelsbyhof Trøgelsbygård                         | Siehe Trögelsby — Die Häuser Trögelsbyhof 2, 2A, 4, 4A, 4B, 4C, 6A, 6B, 6C waren ursprünglich unter denselben Nummern dem Speckberg zugeordnet. Die Neuzuordnung erfolgte ungefähr Ende der 1980er Jahre. | Lage, Engelsby (PLZ 24943)                        |        |
| Trollseeweg Troldsøvej                             | Dort befand sich der Trollsee. Der See war schon auf einer frühen Stadtkarte aus dem Jahr 1768 zu finden. Doch er verschwand in den 1940er Jahren schließlich. Die genauen Gründe sind nicht bekannt. Der See soll „einen langsamen, qualvollen Tod“ erlitten haben. Möglicherweise verlandete er und wurde schließlich zugeschüttet. Der Name des Sees soll mit dem Wesen des Trolls in Verbindung stehen. Im Flensburger Raum existiert im Übrigen ein altes Märchen, in dem ein Bergtroll erwähnt wird. Es hat folgenden Inhalt. — Eine Witwe hatte zwei Töchter, eine eigene Tochter, namens Karen und eine sehr hübsche Stieftochter. Eines Tages schickte sie die Stieftochter zum Abend hin zum Beerenpflücken, derweil die eigene Tochter Karen daheimbleiben durfte. Als die dunkle Nacht begann, nahm ein Bergtroll das hübsche Stieftöchterchen mit in den Berg, wo er mit seiner Katze wohnte und bot ihr an, mit ihm oder der Katze zu essen. Sie willigte ein und aß mit ihm. Danach fragte er sie, ob sie in seinem Bett mit ihm oder stattdessen bei der Katze schlafen wolle. Sie nahm sein Angebot an und schlief mit ihm. Am Morgen überschüttete er sie mit Gold. Sie nahm es gerne an und ging nach Hause, wo sie vom Hofhahn mit einem lauten: „Kikeriki, da kommt unsere Goldmarie.“ begrüßt wurde. Als Karen von der Stiefschwester erfuhr, dass sie beim Beerenpflücken zu viel Gold gelangt war, ging auch sie Beeren pflücken, um genauso schön zu werden. Der Bergtroll nahm auch sie des Nachts mit in seine Höhle und fragte sie dort, ob sie mit der Katze oder mit ihm essen wolle. Sie lehnte ihn gänzlich ab und auch schlafen wollte sie nicht mit ihm. Am Morgen öffnete der Troll die Eisentür seiner Höhle und schickte sie ohne ein Stück Gold nach Hause. Wie Karen nach Hause kam, ist nicht weiter genau überliefert, aber der Hahn dürfte wohl etwas gerufen haben wie: „Kikeriki, kikeriki, unsere verschmuddelte Jungfrau ist wieder hie.“ — Das Märchen besitzt also eine offensichtliche Ähnlichkeit zum Märchen Frau Holle, und noch stärkere Ähnlichkeit zum weniger bekannten Märchen Die Goldmaria und die Pechmaria. Das Trollmotiv ist also offenbar schon länger in Flensburg verankert. | Lage, Nordstadt (PLZ 24939)                       |        |
| Tulpenweg Tulipanvej                               | Vgl. Tulpen | Lage, Jürgensby (PLZ 24943)                       |        |
| Turnerberg Gymnastbjerget                          | Benannt nach den Turnern, die sich auf Seiten der schleswig-holsteinischen Truppen an der Schlacht von Bau in der Neustadt beteiligten. Auf dem Dreiecksplatz gedenkt ein Obelisk an die Gefallenen von Bau. Am Anfang der Straße An der Bergmühle, nahe der Bergmühle, befindet sich zudem das kleinere Turnerdenkmal. Auch die Michelsenstraße erhielt nach der Schlacht ihren Namen. Anfang des 20. Jahrhunderts befand sich im oberen Bereich des Turnerberges die Bethlehemskapelle, eine umgebaute Scheune, deren Nachfolge die St.-Petri-Kirche im Jahr 1909 antrat. | Lage, Nordstadt (PLZ 24939)                       |        |
| * Turnierplatz                                     | Der heutige Platz befindet sich ungefähr dort, wo früher der Innenhof der Duburg war. Dort fanden in der Zeit des Bestehens der Duburg wohl Ritterturniere statt. Heute befindet sich dort der Schulhof der Schloss-Duburg-Schule – Städtische Handelslehranstalten sowie ein Kinderspielplatz. | Lage, Neustadt                                    |        |
| Turnierstraße Turnieringsgade                      | Straßenname mit Bezug zur Duburg. Bei der Turnierstraße liegt zudem der Turnierplatz. | Lage, Neustadt (PLZ 24939)                        |        |
| Twedt Tved                                         | Siehe Twedt (Flensburg) | Lage, Engelsby (PLZ 24943)                        |        |
| Twedter Berg Tved Bjerg                            | Dort liegt die besagte Anhöhe (Lage) mit einer Höhe von ungefähr 49,4 m ü. NN. | Lage, Mürwik (PLZ 24944)                          |        |
| Twedter Feld Tved Ager                             | Die Straße erhielt ihren Namen am 22. Oktober 1936. Sie führt nach Twedter Feld, heute ein Naturschutzgebiet der Stadt. | Lage, Mürwik (PLZ 24944)                          |        |
| Twedter Holz Tved Skov                             | Siehe Twedter Holz | Lage, Mürwik (PLZ 24944)                          |        |
| Twedter Lücke Tved Løkke                           | Lücke bedeutet Koppel. Die Straße direkt bei Twedter Holz. | Lage, Mürwik (PLZ 24944)                          |        |
| Twedter Mark Tved Mark                             | Siehe Twedter Mark | Lage, Mürwik (PLZ 24944)                          |        |
| Twedter Plack Tved Plads/Tved Plak                 | Siehe Twedter Plack | Lage, Mürwik (PLZ 24944)                          |        |
| Twedter Strandweg Tved Strandvej                   | Die Straße liegt wie schon der Name verrät östlich von Strandfrieden (siehe dort). Der Twedter Strandweg führt zudem von Twedter Holz zum Strand von Fahrensodde. Die Straße zeigt auf ihrem Weg eine serpentinenähnliche Biegung. 1935 erhielt sie ihren Namen nach ihrer Belegenheit. Zu den Einfamilienhäusern der Straße gehören die Kulturdenkmale Twedter Strandweg 7 und Twedter Strandweg 9. Östlich der Straße liegt das Waldgebiet der Cäcilienschlucht. | Lage, Mürwik (PLZ 24944)                          |        |
| Twedter Tal Tveddalen                              | Die Straße, die in einem kleinen Tal bei Twedter Holz liegt, erhielt ihren Namen im Jahr 1961. | Lage, Mürwik (PLZ 24944)                          |        |

Fußnoten
1. ↑  Beispiel Scherrebektal - Landschaftsgestaltung durch Wasser und Eis im Flensburger Raum. - Teil 2, S. 8 f.; abgerufen am: 9. März 2018
2. ↑  Protokoll über die Sitzung der Gemeindevertretung der Gemeinde Sörup am Dienstag, den 21. Oktober 2014, S. 7; abgerufen am: 9. März 2018
3. ↑  Gesellschaft für Flensburger Stadtgeschichte (Hrsg.): Flensburg in Geschichte und Gegenwart. Flensburg 1972, Seite 450
4. ↑  Andreas Oeding, Broder Schwensen, Michael Sturm: Flexikon. 2009, Artikel: Tempelhof
5. ↑  Flensburger Tageblatt: Schädlinge in Flensburg: Rattenplage? Am Tempelhof raschelt’s unheilvoll im Efeu, vom: 24. April 2017; abgerufen am: 24. April 2017
6. ↑  Als Architekten fungierten beim Ausbau Andreas Dall sowie Antona Meyer; gemäß Andreas Oeding, Broder Schwensen, Michael Sturm: Flexikon. 2009, Artikel: Tempelhof
7. ↑  Flensburger Tageblatt: SBV investiert jeden Tag 70.000 Euro in Flensburg, vom: 16. Mai 2014; abgerufen am: 7. März 2015
8. ↑  Flensborg Avis: So manche Sorgenfalte im Tempelhof in Flensburg, Sanierung (Memento des Originals vom 2. April 2015 im Internet Archive)  Info: Der Archivlink wurde automatisch eingesetzt und noch nicht geprüft. Bitte prüfe Original- und Archivlink gemäß Anleitung und entferne dann diesen Hinweis., vom: 17. Mai 2014; abgerufen am: 7. März 2015
9. ↑  Flensburger Tageblatt: SBV investiert jeden Tag 70.000 Euro in Flensburg, vom: 16. Mai 2014; abgerufen am: 7. März 2015
10. ↑  Andreas Oeding, Broder Schwensen, Michael Sturm: Flexikon. 2009, Artikel: Tempelhof
11. ↑  SBV-Flensburg. Veranstaltung (Memento des Originals vom 2. April 2015 im Internet Archive)  Info: Der Archivlink wurde automatisch eingesetzt und noch nicht geprüft. Bitte prüfe Original- und Archivlink gemäß Anleitung und entferne dann diesen Hinweis., abgerufen am: 7. März 2015; dort steht: „13.03.2015 15:00 Uhr bis 17:00 Uhr Siggis Handarbeitsclub Ort: SBV Servicebüro, Apenrader Str. 132“
12. ↑  Flensburger Tageblatt: SBV investiert jeden Tag 70.000 Euro in Flensburg, vom: 16. Mai 2014; abgerufen am: 7. März 2015
13. ↑  Flensburger Tageblatt: SBV investiert jeden Tag 70.000 Euro in Flensburg, vom: 16. Mai 2014; abgerufen am: 7. März 2015
14. ↑  Flensburger Tageblatt: Stadtgeschichte: Einmalig: Flensburger Straßennamen, vom: 5. April 2018; abgerufen am: 5. April 2018
15. ↑  Vgl. Fördegymnasium Flensburg, Schulchronik, abgerufen am: 8. März 2015
16. ↑  Andreas Oeding, Broder Schwensen, Michael Sturm: Flexikon. 725 Aha-Erlebnisse aus Flensburg! Flensburg 2009, Artikel Heck, Dieter Thomas
17. ↑  Vgl. Flensburger Tageblatt: Investor gesucht: Grünes Licht für das Hotel am Tomatenberg, vom: 25. August 2011, abgerufen am: 22. Februar 2015
18. ↑  Andreas Oeding, Broder Schwensen, Michael Sturm: Flexikon. 725 Aha-Erlebnisse aus Flensburg!. Flensburg 2009, Artikel: Tomatenberg und Volkspark
19. ↑  Flensburg Mobil - Der Tomatenberg, abgerufen am: 22. Februar 2015
20. ↑  http://www.flensburg-online.de/jahrhunderte/1922.html
21. ↑  Flensburg Mobil - Der Tomatenberg, abgerufen am: 22. Februar 2015
22. ↑  Vgl. Andreas Oeding, Broder Schwensen, Michael Sturm: Flexikon. 725 Aha-Erlebnisse aus Flensburg!. Flensburg 2009, Artikel: Tomatenberg und Volkspark
23. ↑  Vgl. Flensburger Tageblatt: Winter in Flensburg: Spaß im Schnee, Stress auf der Straße, 5. Januar 2015; abgerufen am: 22. Februar 2015
24. ↑  Schriften der Gesellschaft für Flensburger Stadtgeschichte (Hrsg.): Hospital und Kloster zum Heiligen Geist. Flensburg 1995, Seite 297
25. ↑  Dieter Pust: Flensburger Straßennamen. Gesellschaft für Flensburger Stadtgeschichte, Flensburg 2005, ISBN 3-925856-50-1, Artikel: Tödtensgang; Anmerkung: Der Name des Gangs wird üblicherweise „Tötensgang“ geschrieben. Dieter Pust schreibt ihn aber in seinem Buch mit einem „dt“.
26. ↑  Lutz Wilde: Denkmaltopographie Bundesrepublik Deutschland, Kulturdenkmale in Schleswig-Holstein. Band 2, Flensburg, S. 274
27. ↑  Dieter Pust: Flensburger Straßennamen. Gesellschaft für Flensburger Stadtgeschichte, Flensburg 2005, ISBN 3-925856-50-1, Artikel: Tödtensgang
28. ↑  Vgl. Stadtplan von Flensburg vom Graphischen Institut Eckmann, 3. ergänzte Auflage, 2011.
29. ↑  Die Lücke in der Straßennummerierung blieb bis heute erhalten. Vgl. Straßenverzeichnis der Stadt Flensburg (Stand September 2019)
30. ↑  Flensburg Atlas, Flensburg 1978, Karte Nr. 10; Auf der etwas späteren Karte von 1779 ist der See ebenfalls zu erkennen: Jürgensen-Karte von Flensburg und Umgebung 1779
31. ↑  Dieter Pust: Flensburger Straßennamen. Gesellschaft für Flensburger Stadtgeschichte, Flensburg 2005, ISBN 3-925856-50-1, Artikel: Trollseeweg
32. ↑  Flensburger Tageblatt: Stadtgeschichte: Einmalig: Flensburger Straßennamen, vom: 5. April 2018; abgerufen am: 5. April 2018
33. ↑  Gundula Hubrich-Messow: Sagen und Märchen aus Flensburg, Husum 1992, Seite 80
34. ↑  Vgl. auch: Frau Holle, 1857 (7. Auflage bzw. Ausgabe letzter Hand) sowie: Die Anmerkungen der Brüder Grimm zu dem Märchen: Frau Holle
35. ↑  Vgl. Das Gefecht in der Neustadt (1848); abgerufen am 1. März 2015.
36. ↑  Im Dezember 2014 wurde über eine Verlegung nachgedacht: Stadt Flensburg stimmt Umsetzung des Turnerdenkmals zur Sportanlage Eckener Str. zu, vom: 16. Dezember 2014 und Turnerdenkmal erhalten - auf Denkmalschützer hören!, vom: 18. Dezember 2014; jeweils abgerufen am: 1. März 2015
37. ↑  Flensburger Tageblatt: Grund zum Feiern: 100 Jahre St. Petri, vom: 21. Juni 2010; abgerufen am: 17. November 2015
38. ↑  Die Duburg, Festung und Schloss auf der westlichen Höhe (Memento des Originals vom 21. Juni 2015 im Internet Archive)  Info: Der Archivlink wurde automatisch eingesetzt und noch nicht geprüft. Bitte prüfe Original- und Archivlink gemäß Anleitung und entferne dann diesen Hinweis., Seite 7 und 10
39. ↑  Karte von Flensburg Nord 1904 (Memento des Originals vom 29. Februar 2012 im Internet Archive)  Info: Der Archivlink wurde automatisch eingesetzt und noch nicht geprüft. Bitte prüfe Original- und Archivlink gemäß Anleitung und entferne dann diesen Hinweis., abgerufen am: 10. Mai 2015
40. ↑  Landkarte Flensburg Nord von 1926/36 (Memento des Originals vom 5. März 2016 im Internet Archive)  Info: Der Archivlink wurde automatisch eingesetzt und noch nicht geprüft. Bitte prüfe Original- und Archivlink gemäß Anleitung und entferne dann diesen Hinweis., abgerufen am: 17. Mai 2016
41. ↑  Lutz Wilde: Denkmaltopographie Bundesrepublik Deutschland, Kulturdenkmale in Schleswig-Holstein. Band 2, Flensburg, Seite 554